# Елизабет Албертина фон Анхалт-Бернбург
Елизабет Албертина фон Анхалт-Бернбург (на немски: Elisabeth Albertina von Anhalt-Bernburg; * 31 март 1693 в Бернбург; † 7 юли 1774 в Арнщат) е принцеса от Анхалт-Бернбург и чрез женитба княгиня на Шварцбург-Зондерсхаузен.
Тя е най-възрастната дъщеря на княз Карл Фридрих фон Анхалт-Бернбург (1668 – 1721) и съпругата му София Албертина фон Золмс-Зоненвалде (1672 – 1708), дъщеря на граф Георг Фридрих фон Золмс-Зоненвалде (1626 – 1688) и на принцеса Анна София фон Анхалт-Бернбург (1640 – 1704).
Елизабет Албертина се омъжва в Бернбург на 2 октомври 1712 г. за по-късния княз Гюнтер XLIII фон Шварцбург-Зондерсхаузен (1678 – 1740), граф на Хонщайн, господар на Зондерсхаузен, Арнщат и Лойтенберг 1721 г., син на княз Христиан Вилхелм фон Шварцбург-Зондерсхаузен и първата му съпруга графиня Антония Сибила фон Барби. Те нямат деца. 
Бракът ѝ е щастлив. Между 1729 и 1734 г. за нея се построява княжеския палат в Арнщат като вдовишка резиденция. След смъртта на нейния съпруг тя успява да получи неговата библиотека, която отстъпва на брат си Виктор Фридрих.